# Liste der Pfarren im Dekanat Judenburg
Das Dekanat Judenburg war ein Dekanat der römisch-katholischen Diözese Graz-Seckau. Es ist im Zuge der diözesanen Strukturreform am 1. September 2020 in die Region Obersteiermark West übergegangen.

## Pfarren mit Kirchengebäuden
| Ort                       | Pfarrverband                                                                         | Patrozinium              | Kirchengebäude | Bild                                     |
| ------------------------- | ------------------------------------------------------------------------------------ | ------------------------ | --- | ---------------------------------------- |
| Allerheiligen bei Pöls    | Fohnsdorf – Allerheiligen bei Pöls                                                   | Allerheiligen            | Pfarrkirche Allerheiligen bei Pöls                                                                                     | Pfarrkirche Allerheiligen                |
| Bretstein                 | St. Oswald-Möderbrugg – Bretstein – Pusterwald                                       | Hl. Katharina            | Pfarrkirche Bretstein                                                                                                  | Pfarrkirche St. Oswald                   |
| Fohnsdorf                 | Fohnsdorf – Allerheiligen bei Pöls                                                   | Hl. Rupert               | Pfarrkirche Fohnsdorf                                                                                                  | Pfarrkirche Fohnsdorf                    |
| Frauenburg                | St. Peter ob Judenburg – Frauenburg – Scheiben – St. Georgen ob Judenburg – Unzmarkt | Hl. Jakobus der Ältere   | Pfarrkirche Frauenburg                                                                                                 | Pfarrkirche Frauenberg                   |
| Judenburg-St. Magdalena   | Judenburg-St. Magdalena – Judenburg-St. Nikolaus                                     | Hl. Maria Magdalena      | Pfarrkirche St. Magdalena                                                                                              | Pfarrkirche St. Magdalena, Judenburg     |
| Judenburg-St. Nikolaus    | Judenburg-St. Magdalena – Judenburg-St. Nikolaus                                     | Hl. Nikolaus             | Pfarrkirche St. Nikolaus Kalvarienbergkirche Judenburg                                                                 | Pfarrkirche Heiliger Nikolaus, Judenburg |
| Kleinfeistritz            | Weißkirchen – Kleinfeistritz                                                         | Hl. Johannes der Täufer  | Pfarrkirche Kleinfeistritz Messkapelle hll. Rochus und Sebastian im Stüblergut                                         | Pfarrkirche Kleinfeistritz               |
| Obdach                    | Obdach – St. Anna am Lavantegg – St. Georgen bei Obdach – St. Wolfgang bei Obdach    | Hl. Ägidius              | Pfarrkirche Obdach | Pfarrkirche Obdach                       |
| Oberzeiring               | Pöls – Oberzeiring – St. Johann am Tauern                                            | Hl. Nikolaus             | Pfarrkirche Oberzeiring Friedhofskirche Oberzeiring, Kalvarienbergkirche Oberzeiring, Maria-Schnee-Kapelle Oberzeiring | Pfarrkirche Oberzeiring                  |
| Pöls                      | Pöls – Oberzeiring – St. Johann am Tauern                                            | Mariä Himmelfahrt        | Pfarrkirche Pöls | Pfarrkirche Pöls                         |
| Pusterwald                | St. Oswald-Möderbrugg – Bretstein – Pusterwald                                       | Mariä Heimsuchung        | Pfarrkirche Pusterwald                                                                                                 |                                          |
| Scheiben                  | St. Peter ob Judenburg – Frauenburg – Scheiben – St. Georgen ob Judenburg – Unzmarkt | Hl. Johannes Enthauptung | Pfarrkirche Scheiben                                                                                                   | Pfarrkirche Scheiben                     |
| St. Anna am Lavantegg     | Obdach – St. Anna am Lavantegg – St. Georgen bei Obdach – St. Wolfgang bei Obdach    | Hll. Joachim und Anna    | Pfarrkirche St. Anna am Lavantegg                                                                                      | Pfarrkirche St. Anna                     |
| St. Georgen bei Obdach    | Obdach – St. Anna am Lavantegg – St. Georgen bei Obdach – St. Wolfgang bei Obdach    | Hl. Georg                | Pfarrkirche St. Georgen in Obdachegg                                                                                   | Georgskirche Amering (bei Obdach)        |
| St. Georgen ob Judenburg  | St. Peter ob Judenburg – Frauenburg – Scheiben – St. Georgen ob Judenburg – Unzmarkt | Hl. Georg                | Pfarrkirche St. Georgen ob Judenburg                                                                                   | Pfarrkirche St. Georgen ob Jodenburg     |
| St. Johann am Tauern      | Pöls – Oberzeiring – St. Johann am Tauern                                            | Hl. Johannes der Täufer  | Pfarrkirche St. Johann am Tauern                                                                                       | Pfarrkirche St. Johann am Tauern         |
| Sankt Oswald bei Zeiring  | St. Oswald-Möderbrugg – Bretstein – Pusterwald                                       | Hl. Oswald               | Pfarrkirche St. Oswald bei Zeiring                                                                                     | Pfarrkirche Möderbrugg                   |
| St. Peter ob Judenburg    | St. Peter ob Judenburg – Frauenburg – Scheiben – St. Georgen ob Judenburg – Unzmarkt | Hl. Petrus               | Pfarrkirche St. Peter ob Judenburg                                                                                     | Pfarrkirche St. Peter ob Judenburg       |
| St. Wolfgang bei Obdach   | Obdach – St. Anna am Lavantegg – St. Georgen bei Obdach – St. Wolfgang bei Obdach    | Hl. Wolfgang             | Pfarrkirche St. Wolfgang bei Obdach                                                                                    | Pfarrkirche St. Wolfgang                 |
| Unzmarkt                  | St. Peter ob Judenburg – Frauenburg – Scheiben – St. Georgen ob Judenburg – Unzmarkt | Hl. Magdalena            | Pfarrkirche Unzmarkt                                                                                                   | Pfarrkirche Unzmarkt                     |
| Weißkirchen in Steiermark | Weißkirchen – Kleinfeistritz                                                         | Hl. Vitus                | Pfarrkirche Weißkirchen in Steiermark Wallfahrtskirche Maria Buch                                                      | Pfarrkirche Weißkirchen                  |
| Zeltweg                   |                                                                                      | Hlgst. Herz Jesu         | Pfarrkirche Zeltweg | Pfarrkirche Zeltweg                      |

## Dekanat Judenburg
Das Dekanat umfasst 22 Pfarren.
Dechanten
- ? Alois Glasner
- seit (?) Heimo Schäfmann